# Орден Томаша Гаррига Масарика
Орден Томаша Гаррига Масарика (чеш. Řád Tomáše Garrigue Masaryka) — орден Чехословакии и Чехии. Был основан в 1990 году, после Бархатной революции как награда, предназначенная только для чехословацких граждан, и вновь учреждён в 1994 году после распада Чехословакии. Президент Чехии награждает им лиц, внесших выдающийся вклад в развитие демократии, гуманности и прав человека. Орден имеет пять классов, первый класс — самый высокий. Орден назван в честь Томаша Гаррига Масарика (1850—1937), лидера движения за независимость Чехословакии и первого президента Чехословакии.
Автором изобразительного решения знака является Владимир Оппл. Знаком ордена является синяя пятиконечная звезда с портретом Томаша Гаррига Масарика. С другой стороны девиз чеш. Věrni zůstaneme (Остаемся верными). Знаки 1 и 2 степени дополняет восьмиконечная серебряная лучистая звезда, тоже с портретом Томаша Гаррига Масарика в середине.
Вручение ордена может происходить в орденские дни — 1 января и 28 октября. Орден имеет право носить только награждённый. Если кавалер ордена, который является гражданином Чехии, умирает, то знак ордена возвращается в Канцелярию президента республики. При смерти удостоенных ордена иностранных граждан знак ордена и документы остаются наследникам. Если наследников нет, знак возвращается.
По закону президент Чешской Республики имеет титул 1 степени ордена, после прекращения полномочий может быть оставлен пожизненно совместной резолюцией Палаты депутатов Парламента и Сената.

## Степени
| 1 степени |
| 2 степени |
| 3 степени |
| 4 степени |
| 5 степени |